# Festival international du film de Toronto 1978
Le Festival international du film de Toronto 1978 est la 3e édition du festival. Il s'est déroulé du 14 septembre 1978 au 21 septembre 1978.

## Palmarès
| Prix,                 | Film         | Réalisateur   |
| --------------------- | ------------ | ------------- |
| People's Choice Award | Girlfriends' | Claudia Weill |

## Programme

### Présentation gala
- Girlfriends de Claudia Weill
- Le Chant de Jimmy Blacksmith (The Chant of Jimmie Blacksmith) de Fred Schepisi
- Midnight Express d'Alan Parker
- Le Cycle (Dayereh mina) de Dariush Mehrjui
- In Search of Anna (en) d'Esben Storm
- Pourquoi pas ! de Coline Serreau

### Cinéma canadien
- Les Femmes de 30 ans de George Kaczender

### Documentaires
- Roger Corman: Hollywood's Wild Angel de Christian Blackwood (en)
- The Last Tasmanian de Tom Haydon